# Ледяной спутник

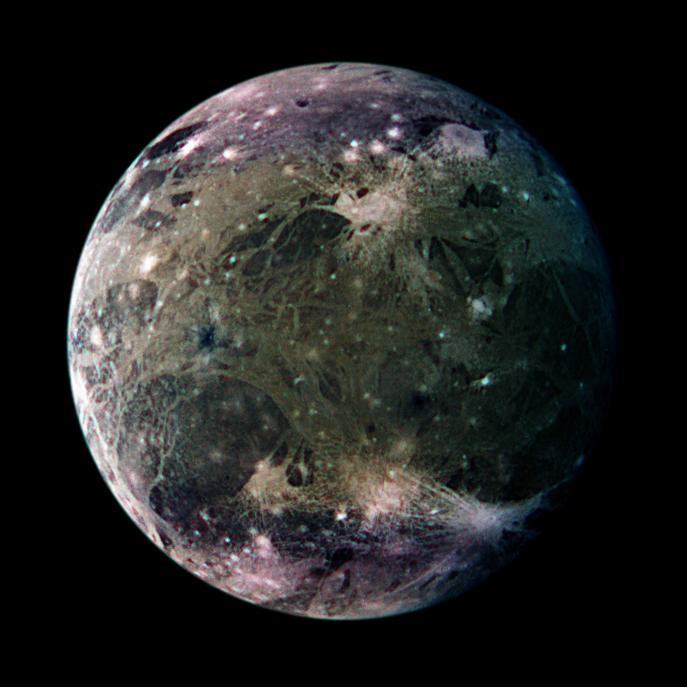
Ганимед в искусственных цветах

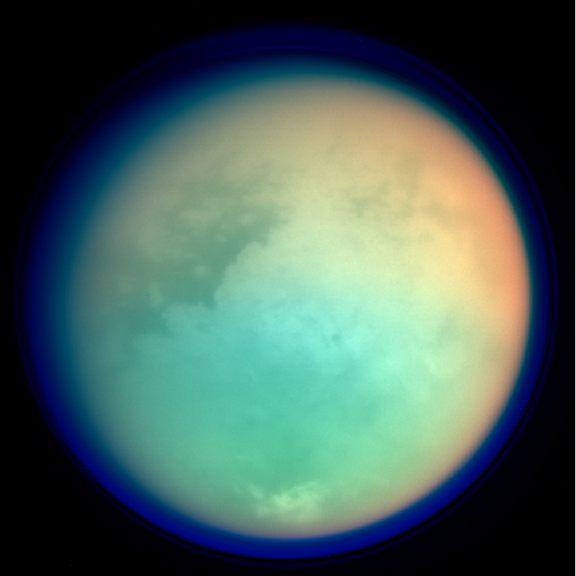
Титан

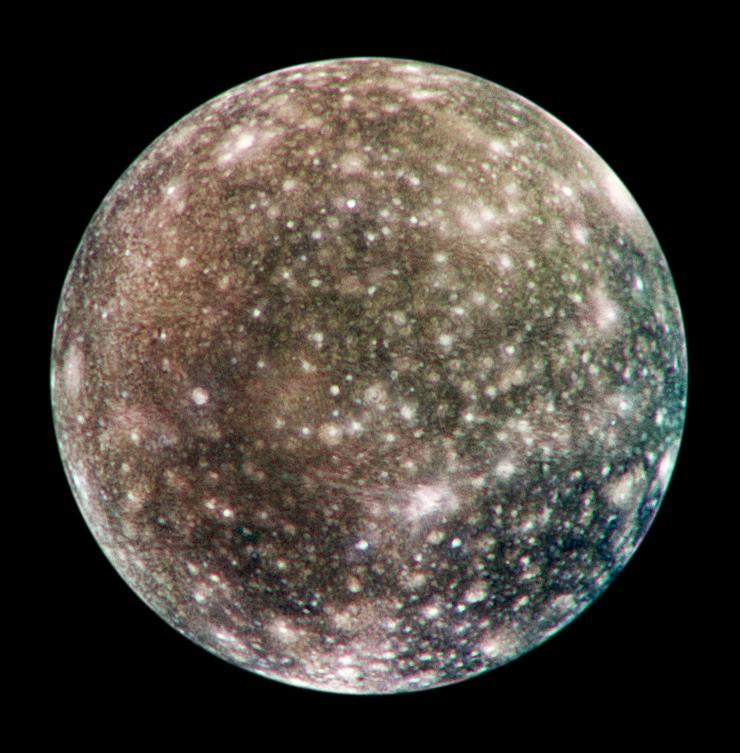
Каллисто

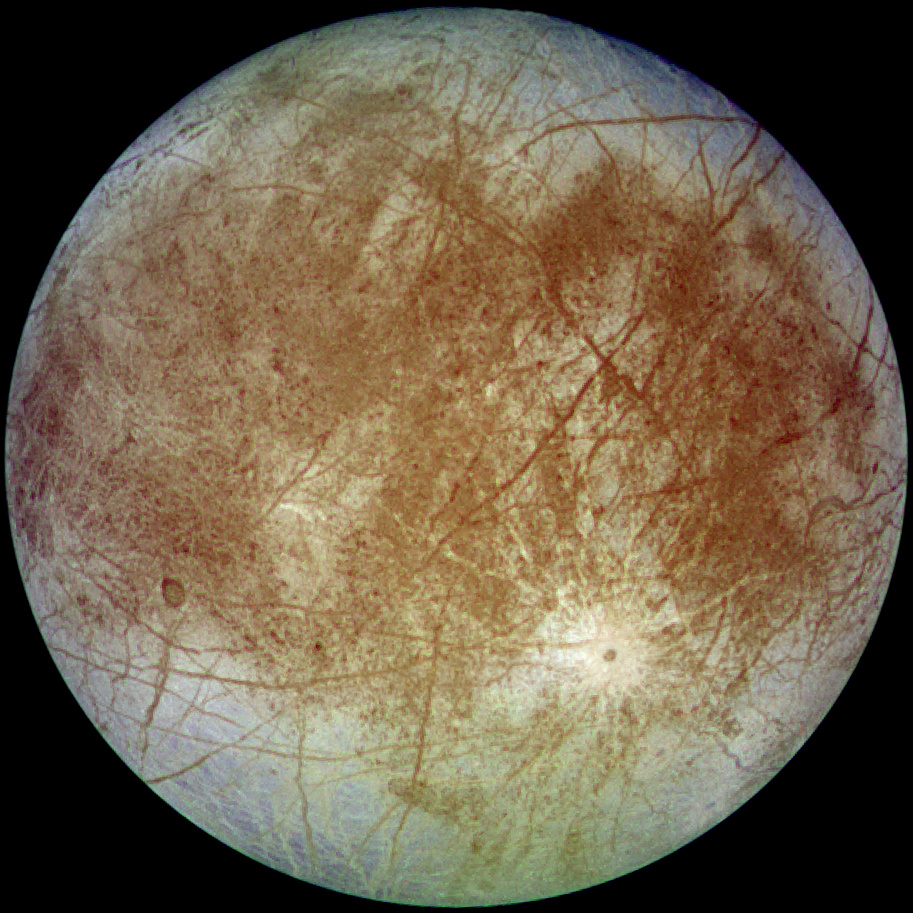
Европа

Ледяные спутники — класс естественных спутников, поверхность которых состоит в основном из водяного льда, а также изо льдов других летучих молекулярных веществ, например, азота, аммиака или метана. Под поверхностью ледяных спутников могут существовать океаны, а внутри может находиться силикатное или металлическое ядро. Считается, что они могут состоять изо льда-2 или других полиморфных модификаций водяного льда.
При наличии подлёдного океана ледяные спутники являются потенциально обитаемыми.
Ледяные спутники согреваются приливными силами. При наличии у них каменистых ядер энергия может, также, поступать от распада радиоактивных элементов в этих ядрах. На некоторых из них существует криовулканизм (наиболее изученный пример — спутник Сатурна Энцелад).
В Солнечной системе все известные спутники диаметром более 450 км (кроме Ио и Луны) являются ледяными. 
Ледяными спутниками Солнца являются все известные карликовые планеты Солнечной системы: Церера и Хаумеа покрыты преимущественно водяным льдом, Плутон — азотным, а Макемаке и Эрида — метановым.

## Свойства
Все известные ледяные спутники принадлежат планетам-гигантам, орбиты которых в Солнечной системе лежат снаружи от снеговой линии. Вдобавок, ледяные спутники не могут формироваться во внутренних областях протоспутникового диска, температура в которых (на ранних стадиях формирования планеты) слишком высока для конденсации льдов. Примером является Ио, которая не относится к ледяным спутникам (единственный крупный спутник в Солнечной системе помимо Луны, не относящийся к данной категории).
Считается, что спутник Юпитера Европа по массе на 8 % состоит изо льда и воды (и на 92 % из скальных пород). Два внешних галилеевых спутника, Ганимед и Каллисто, содержат ещё больший процент льда, поскольку формировались дальше от горячего прото-Юпитера.
Ледяной спутник Сатурна Титан похож на Землю больше всех остальных тел Солнечной системы; на его поверхности есть стабильные моря и озёра из жидких углеводородов.

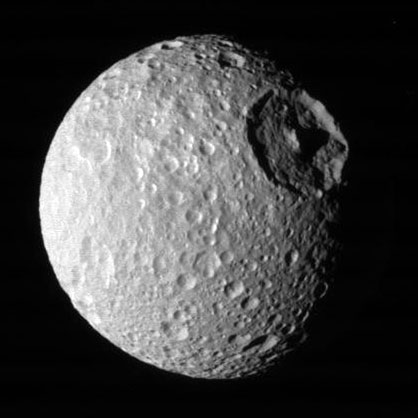
Мимас
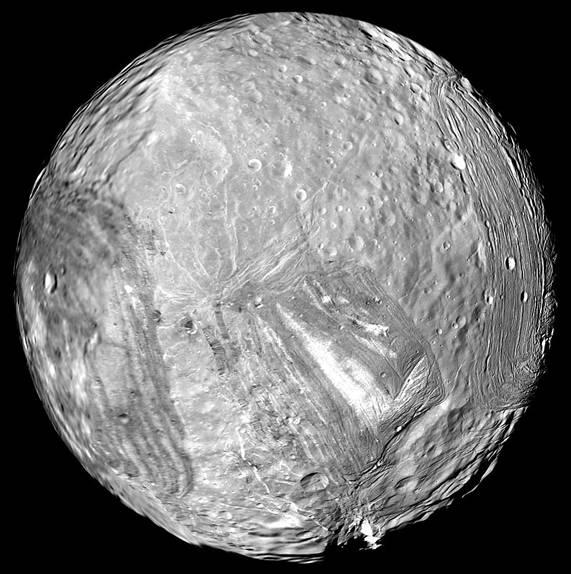
Миранда
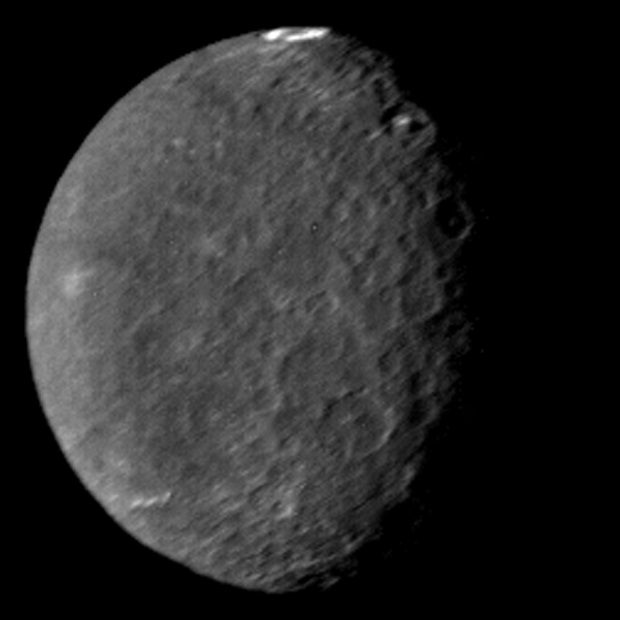
Умбриэль
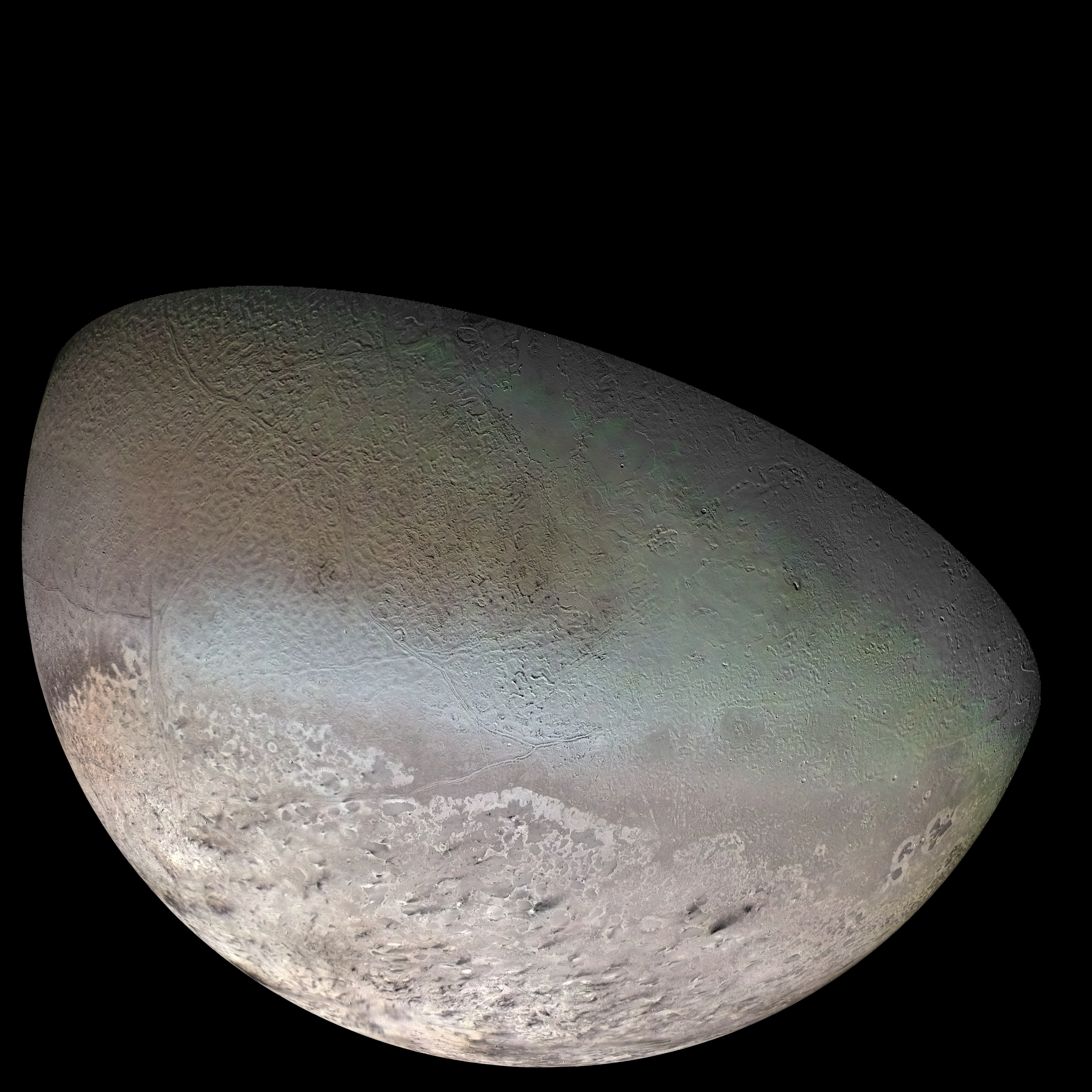
Тритон
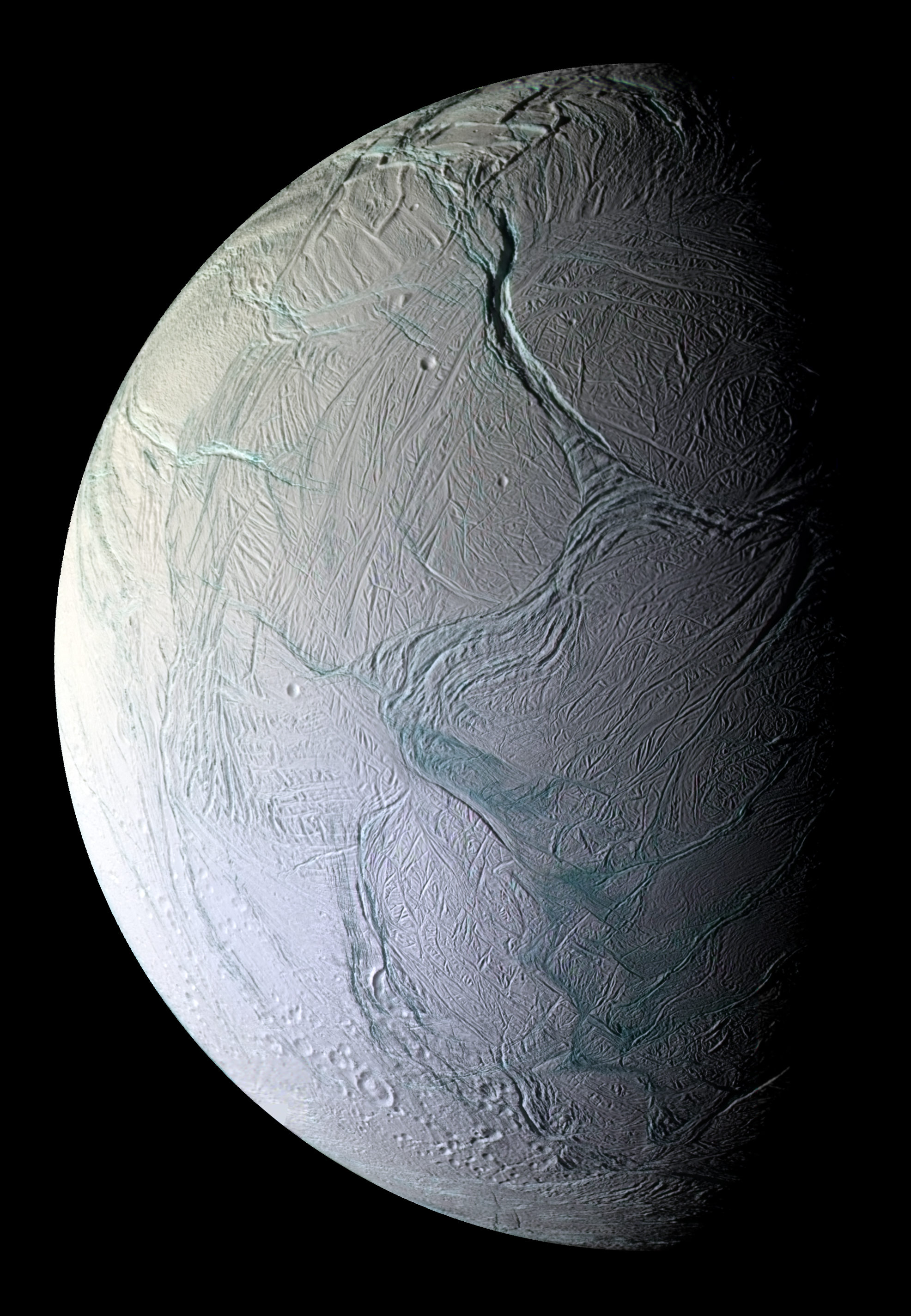
Энцелад